# Melagona
Melagona is een geslacht van vlinders van de familie tandvlinders (Notodontidae).

## Soorten
- M. dentatus Gaede, 1930
- M. simplificata Gaede, 1934